# Аксельрод, Альберт Юльевич
Альбе́рт Ю́льевич Аксельро́д (1 сентября 1934, Воронеж — 30 января 1991, Москва) — режиссёр театра и ТВ, врач-реаниматолог, кандидат медицинских наук, доцент, первый ведущий КВН, деятель культуры.

## Врачебная биография
Альберт Аксельрод родился в Воронеже в семье врачей. В 1941  году эвакуировался из Воронежа в Уфу.
Окончил Первый Московский государственный медицинский университет имени И. М. Сеченова (1958), работал в лаборатории экспериментальной физиологии по оживлению организмов АМН СССР.
Совместно с и под руководством В. А. Неговского организовал и возглавил первый в стране Центр выездной реанимации. 
С 1969 года работал в Центральном институте усовершенствования врачей. Создал отдел нейрореанимации в Московской клинической больнице имени С. П. Боткина, организовал в ней первый в стране реанимационный бароцентр, разработал принципы использования метода гипербарической оксигенации в реаниматологии.
Один из основателей реанимационной службы в СССР.
Автор многих работ по специальности, в том числе двух научно-популярных книг.

## Телевидение
Альберт Аксельрод вёл на ТВ еженедельную передачу «Вы — 03» о правилах оказания доврачебной помощи в экстремальных ситуациях.
Также был одним из организаторов (вместе с И. Г. Рутбергом и М. Г. Розовским) эстрадной студии МГУ «Наш дом» (1957—1969).
Был инициатором создания и ведущим игровых телепередач (совместно с М.Яковлевым и С. А. Муратовым) «ВВВ» («Вечер весёлых вопросов», 1957) и «КВН» («Клуб весёлых и находчивых», 1961). Главным его занятием помимо основной работы была подготовка программ КВН и участие в телепередачах в качестве ведущего. Аксельрода выбросили из программы на антисемитской почве в 1964 году, Сергей Муратов и Михаил Яковлев покинули КВН вместе с ним. Аксельрода заменил Александр Масляков.
В 1990 году Аксельрод приглашался в качестве члена жюри Высшей лиги КВН.

## Последние дни
Тяжёлое заболевание оборвало жизнь Альберта Аксельрода 30 января 1991 года. Он похоронен на Донском кладбище Москвы, на участке возле колумбария №13.

## Семья
Сын — Борис Альбертович Аксельрод, анестезиолог, доктор медицинских наук, заведующий отделением анестезиологии и реанимации РНЦХ имени Петровского.

## Сочинения
- Проблемы реаниматологии. — М., 1968. — (соавтор).
- Анестезия и реанимации при острой массивной кровопотере в акушерстве. — М., 1971.
- Оживление без сенсаций. — М., 1988.
- и другие.